# Bamanophis dorri
Bamanophis dorri — вид змій родини Полозові (Colubridae).

## Поширення
Цей вид зустрічається на півночі Беніну, у Буркіна-Фасо, північній частині Гани, Малі, Мавританії, Сенегалі і Того.

## Опис
Завдовжки до 73,5 см.

## Спосіб життя
Ця саванна змія асоціюється з кам'янистими масивами, плато, скелями і осипами. У прохолодний (сухий) сезон він активний протягом доби, але веде сутінковий та нічний спосіб життя в сезон дощів, коли вдень сонце є дуже пекучим.